# 曼恩河畔圣菲亚克
曼恩河畔圣菲亚克（法語發音：[sɛ̃ fjakʁ syʁ mɛn] ⓘ）是法国大西洋卢瓦尔省的一个市镇，属于南特区。

## 地理
曼恩河畔圣菲亚克（47°8'36"N, 1°25'0"W）面积5.97 平方千米，位于法国卢瓦尔河地区大区大西洋卢瓦尔省，该省份为法国西北部沿海省份，位于布列塔尼半岛东南部，北起伊勒-维莱讷省，西北接莫尔比昂省，西临大西洋，南至旺代省，东临曼恩-卢瓦尔省。
与曼恩河畔圣菲亚克接壤的市镇（或旧市镇、城区）包括：泰博堡、拉艾富阿西耶尔、塞夫尔河畔迈东、韦尔图。
曼恩河畔圣菲亚克的时区为UTC+01:00、UTC+02:00（夏令时）。

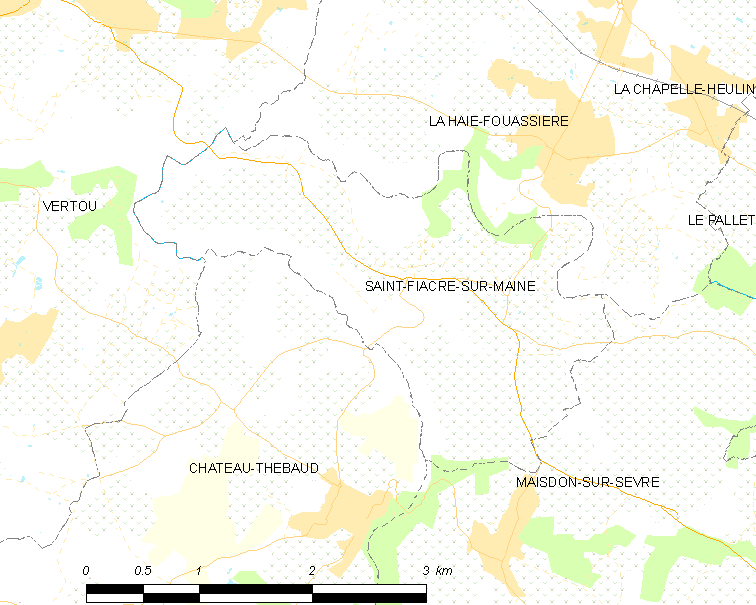
曼恩河畔圣菲亚克的OSM定位图

## 行政
曼恩河畔圣菲亚克的邮政编码为44690，INSEE市镇编码为44159。

## 政治
曼恩河畔圣菲亚克所属的省级选区为韦尔图县。

## 人口

1962-2008年间曼恩河畔圣菲亚克人口变化图示

曼恩河畔圣菲亚克于2022年1月1日时的人口数量为1246人。